# Castillo Takashima
El castillo Takashima (高島城 Takashima-jō?) es una fortificación japonesa del siglo XVI en Suwa, en la prefectura de Nagano. Situado a orillas del lago Suwa, se trata del castillo construido en llanura más alto del país.

## Historia

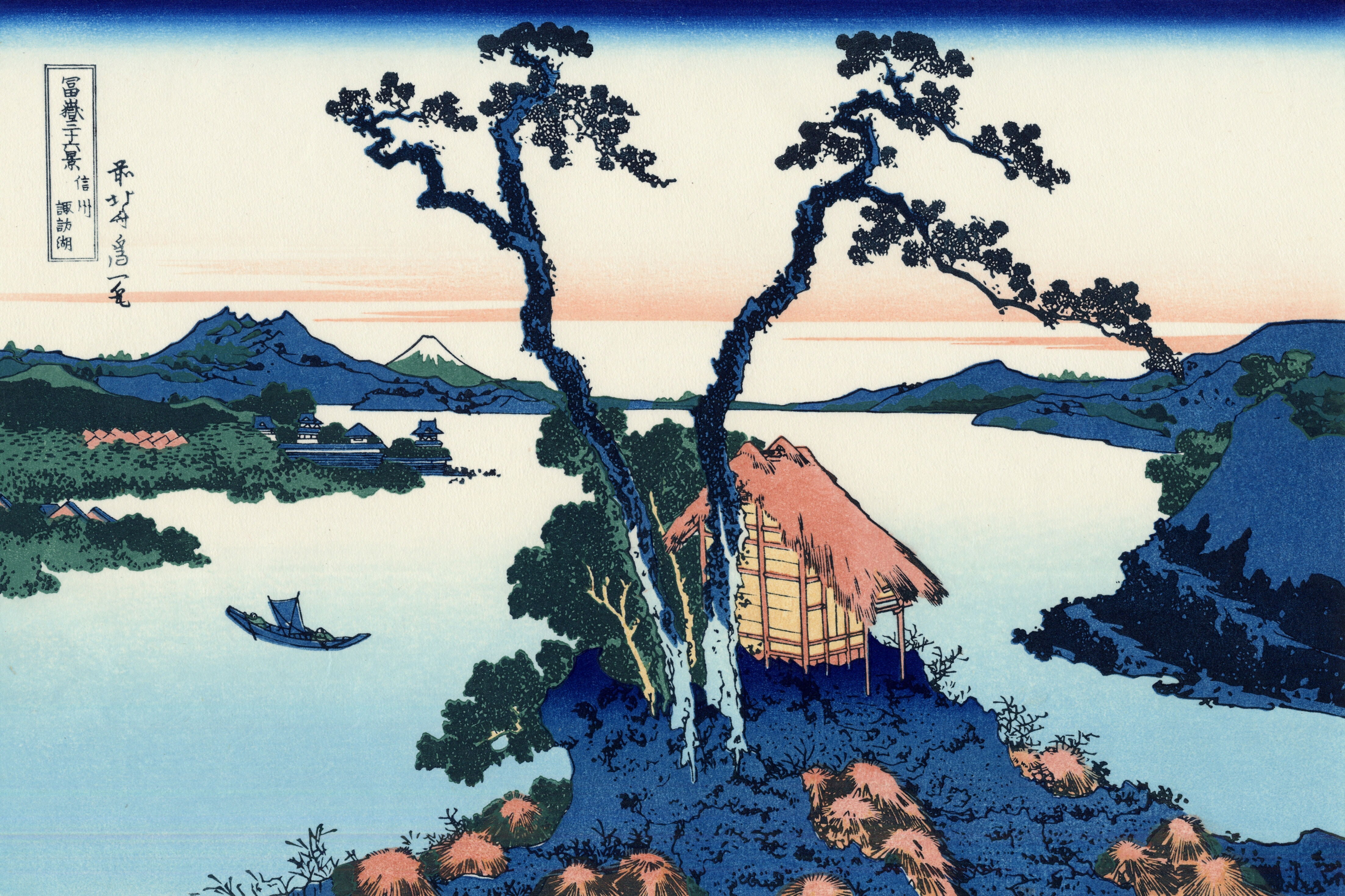
Una vista del monte Fuji tras el lago Suwa (1830-1832), de Katsushika Hokusai y parte de las Treinta y seis vistas del monte Fuji. A la izquierda, bajo el monte Fuji se encuentra el castillo Takashima. Nótese que se ha retratado a orillas del lago Suwa.

El castillo fue construido por Hineno Takayoshi, primer daimio del dominio de Suwa y comandante de Hideyoshi Toyotomi, entre 1592 y 1598. La fortaleza también es conocida como el «castillo flotante» porque se levantó sobre una pequeña península en el lago, que conectaba a la orilla por una lengua de tierra estrecha y servía como foso, por lo que solo necesitaba murallas fuertes en el lado opuesto. El lago Suwa desde el período Edo con el aumento de la sedimentación ha disminuido su volumen y ha retrocedido al oeste de la fortificación, y se draga periódicamente para mantener una línea de costa constante. El clan Suwa gobernó el área alrededor de sus aguas durante varios siglos hasta que perdió su control en 1542. En 1601 lo recuperaron, y siguieron gobernando el área hasta 1869, fecha que coincidió con la restauración Meiji. En la década de 1870, quedó desmantelado por orden del gobierno Meiji.

### Conservación
En la actualidad los terrenos de Takashima, rodeados enteramente por la ciudad, albergan una reconstrucción del castillo en hormigón que data de la década de 1970, que pese a que ya no está adyacente al lago, aún cuenta con los fosos y jardines. Las dos primeras plantas del torreón conforman un museo, y el tercer piso es una plataforma de observación. El parque Takashima que enmarca esta fortaleza es un lugar popular para observar la floración de los cerezos. Desde 2017 forma parte de la lista continuada de los cien notables castillos de Japón.